# Sparsorythus dongnai
Sparsorythus dongnai is een haft uit de familie Tricorythidae. De wetenschappelijke naam van de soort is voor het eerst geldig gepubliceerd in 2008 door Sroka & Soldán.
De soort komt voor in het Oriëntaals gebied.